# Deborah Solomon
Pour les articles homonymes, voir Solomon.
Deborah Solomon (9 août 1957 à New York) est une critique d'art, journaliste et biographe américaine. Elle a tenu une rubrique hebdomadaire, Questions For, de 2003 à 2011 pour The New York Times Magazine. En 2015, elle est critique d'art pour WNYC, une station radiophonique affiliée à NPR.

## Biographie
Deborah Solomon naît le 9 août 1957 à New York mais grandit à New Rochelle, dans l'État de New York, où ses parents exploitent une galerie d'art. Son père est né en Roumanie, pays qu'il a fui en 1938. 
En 1979, elle obtient son BA en histoire de l'art de l'université Cornell. L'année suivante, elle complète une formation en journalisme à la Graduate School of Journalism de l'université Columbia. En 2001, elle est récipiendaire d'une bourse Guggenheim dans la catégorie biographie.

## Œuvres
En plus de son travail en journalisme, Solomon a rédigé trois biographies d'artistes américains :
- Jackson Pollock: A Biography (Simon & Schuster, 1987,  (ISBN 978-0-8154-1182-6)) ;
- Utopia Parkway: The Life and Work of Joseph Cornell (Farrar, Straus & Giroux, 1997,  (ISBN 0-374-18012-1)) ;
- American Mirror: The Life and Art of Norman Rockwell (Farrar, Straus & Giroux, 2013,  (ISBN 978-0-374-11309-4)).

Le magazine Slate a jugé que Utopia Parkway est un « compte-rendu fascinant de la vie de Cornell » qui « a réduit la distance entre la vie et l'art, en relatant tout avec sympathie et même générosité dont on aurait difficilement rêvé dans notre époque cynique et déconstructive. »,.
La biographie de Norman Rockwell, American Mirror, suscite la « controverse » mais reçoit quand même des éloges positives. 
Le livre est un portrait « captivant et ultimement triste » de l'artiste qui « justifie pleinement un nouveau regard sur sa vie » , ; c'est également une « nouvelle biographie sympathique et pénétrante », et constitue une « brillante et perspicace chronique de la vie de l'illustrateur Norman Rockwell »,.
L'auteur argue que Rockwell est un homosexuel inavoué. Dans une critique publiée dans The New York Times, Garrison Keillor écrit que Deborah Solomon « semble terriblement impatiente de découvrir l'homo-érotisme » dans l'œuvre de Rockwell.
Solomon prétend aussi avoir observé « un schéma de pédophilie » dans sa sélection de portraits d'enfants.
La famille de Rockwell a rejeté toutes ces accusations. Thomas Rockwell, son fils, a déclaré au Boston Globe : « La biographie est si médiocre et si incendiaire que nous devions répondre... C'est présenté comme la biographie définitive ; c'est tellement faux que nous avons cru qu'il fallait rectifier le message. »,.
La petite-fille de Rockwell, Abigail, a rédigé plusieurs articles dénonçant le livre de Solomon ; qu'elle qualifie de biographie « désastreuse » et « frauduleuse »,.

### Citations originales
1. ↑  (en) « fascinating account of Cornell's life »
2. ↑  (en) « narrowed the distance between the life and the art, chronicling everything with a sympathy and even a generosity one would hardly have dreamt possible in our cynical and deconstructive age »
3. ↑  (en) « engaging and ultimately sad »
4. ↑  (en) « fully justifies a fresh look at his life »
5. ↑  (en) « sympathetic and probing new biography »
6. ↑  (en) « brilliantly insightful chronicle of the life of illustrator Norman Rockwell »
7. ↑  (en) « does seem awfully eager to find homoeroticism »
8. ↑  (en) « a pattern of pedophilia »
9. ↑  (en) « The biography is so poor and so inflammatory, we just had to respond... It’s being presented as the definitive biography and it’s so wrong, we just felt we had to correct the record. »